# Ferdinand Sehl
Ferdinand Sehl, (Seel, Zehl), död 3 november 1731 i Stockholm, var en silversmed.

Han var från 1688 gift med Elisabet Öhrt. Sehl blev mästare i Stockholm 1688 och vistades från 1889 utomlands i bland annat Erfurt för att studera silverkonsten och formgivningen utomlands. Han var ålderman i Stockholms guldsmedsämbete 1722–1729. Han tillverkade huvudsakligen dekorerade silverfat och dryckesbägare. För H Reimers tillverkade han en dryckesskanna där han dekorerade lockets platta med David Klöcker Ehrenstrahls komposition Tiden avslöjar Sanningen några av hans andra dryckeskannor har mer serieartade motivplattor som troligen var importerade. En annan kanna har en figurdekorering på fotbeslagen som eventuellt föreställer Nessus och Deianeira. På ett fat från 1704 har han dekorerat fatspegeln med en draperad naken kvinna i en landskapsmiljö föreställande en källnymf och brättet är dekorerat med en föga konstfull bandornamentik. I samband med greve Axel Lilles begravning 1692 utförde han de drivna vapensköldarna i koppar som prydde kistan. Hans produktion består av figursmyckade silverfat, dryckesbägare, kannor och trådarbeten. Sehl är representerad vid Nordiska museet, Stockholms stadsmuseum, Nationalmuseum och Röhsska konstslöjdmuseet i Göteborg.